# Cercopithecus neglectus
Cercopithèque de Brazza
Espèce
Statut de conservation UICN

 LC  : Préoccupation mineure
Statut CITES
Le cercopithèque de Brazza ou singe de Brazza (Cercopithecus neglectus) est un singe de l'Ancien Monde qui tire son nom de l'explorateur français Pierre Savorgnan de Brazza. Connu localement comme le singe des marais, ils se trouvent souvent dans les zones humides en Afrique centrale. Il est très difficile à observer en raison de sa forte capacité au camouflage et ainsi il n'existe pas de compte exact de l'espèce.

## Description
La femelle a une fourrure gris agouti avec un dos brun rougeâtre, les membres et la queue noires et un croupion blanc. Une étroite  bande blanche court sur sa cuisse et une orange en forme de croissant de marquage apparaît sur son front. Ses paupières sont blanches comme son museau et la barbe. Les deux sexes ont des abajoues dans lesquelles ils transportent de la nourriture alors qu'ils fourragent. Les mâles ont un scrotum bleu.

## Répartition géographique et habitat

Répartition géographique

Cette espèce est présente au Cameroun, en République centrafricaine, au sud du Sud Soudan, au sud-ouest de l'Éthiopie, en Guinée Équatoriale, au Gabon, en République du Congo, en République démocratique du Congo, en Ouganda, au Kenya et au nord de l'Angola.
Elle vit dans les forêts tropicales humides de basse altitude et de pré-montagne, les forêts marécageuses, les forêts semi-décidues et les forêts dominées par les acacias.

## Menaces et conservation
Le cercopithèque de Brazza est principalement menacé par la déforestation pour l'utilisation du bois et la conversion des terres pour l'agriculture. Il est également chassé pour sa viande.
L'espèce est présente dans plusieurs parcs nationaux : le Parc national du Mbam et Djerem (Cameroun) et le Parc national des plateaux Batéké (Gabon).

## Captivité
- La Ménagerie du Jardin des plantes détient au moins 2 spécimens de Cercopithecus neglectus. Ils sont maintenus dans un grand enclos dans la singerie. (02/2015)

## Galerie

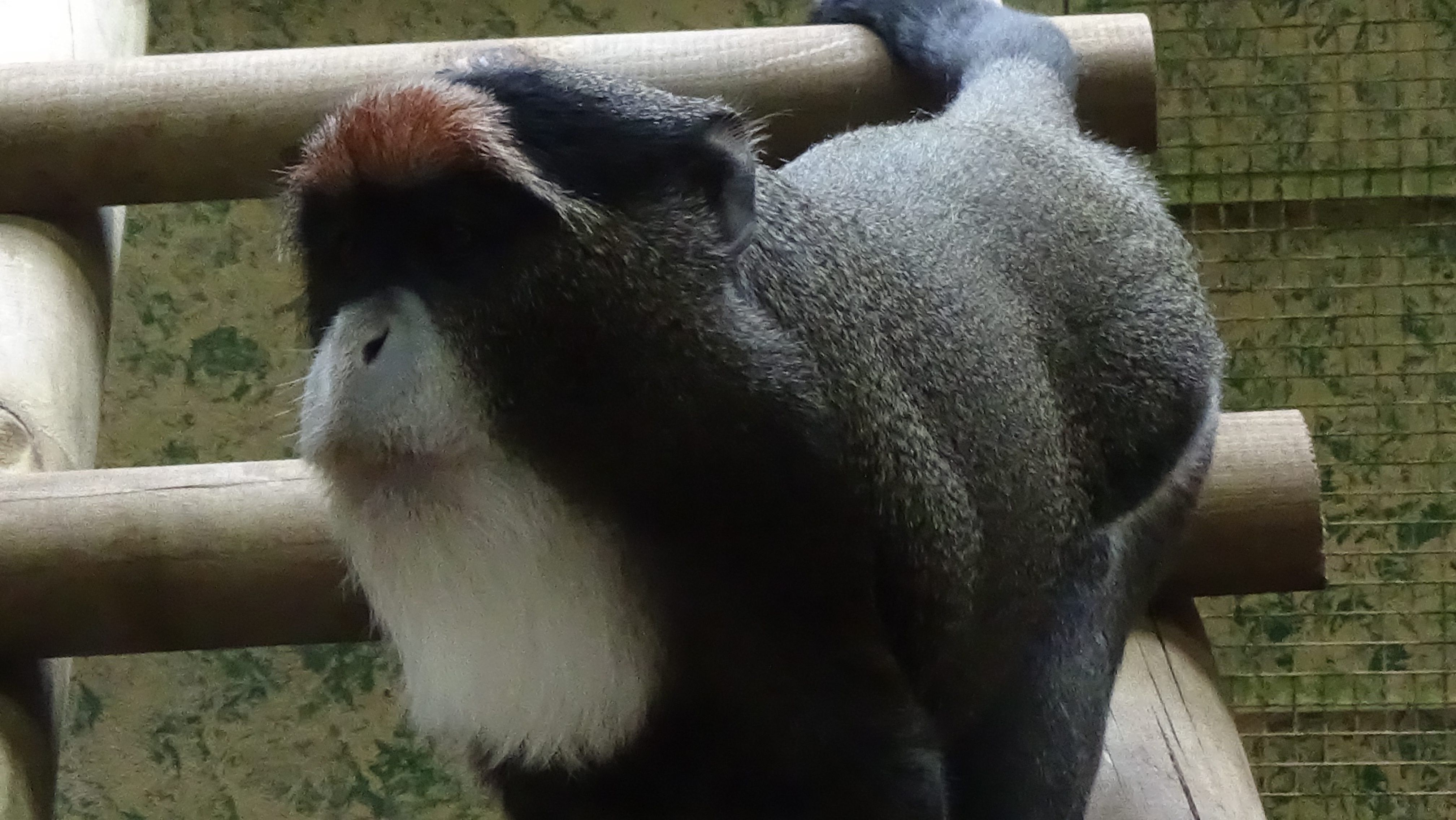
Ménagerie du Jardin des plantes
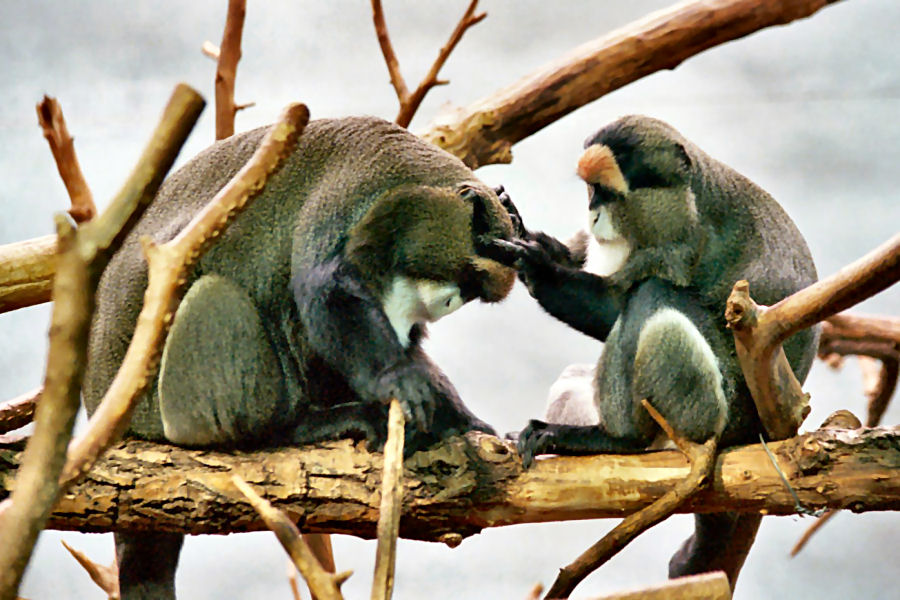
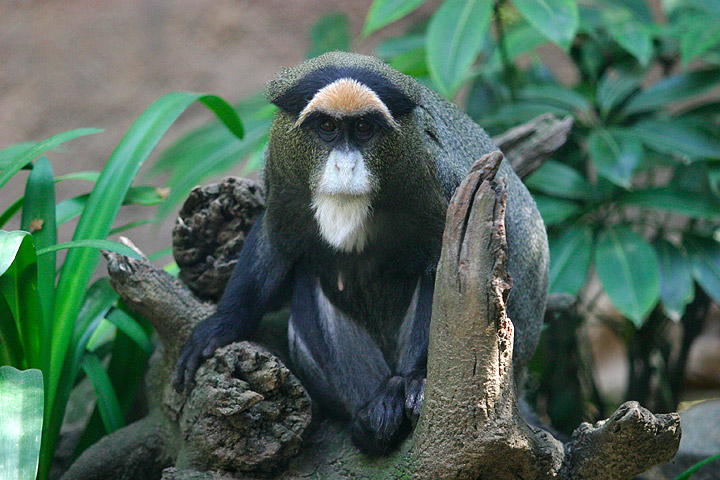
guenon
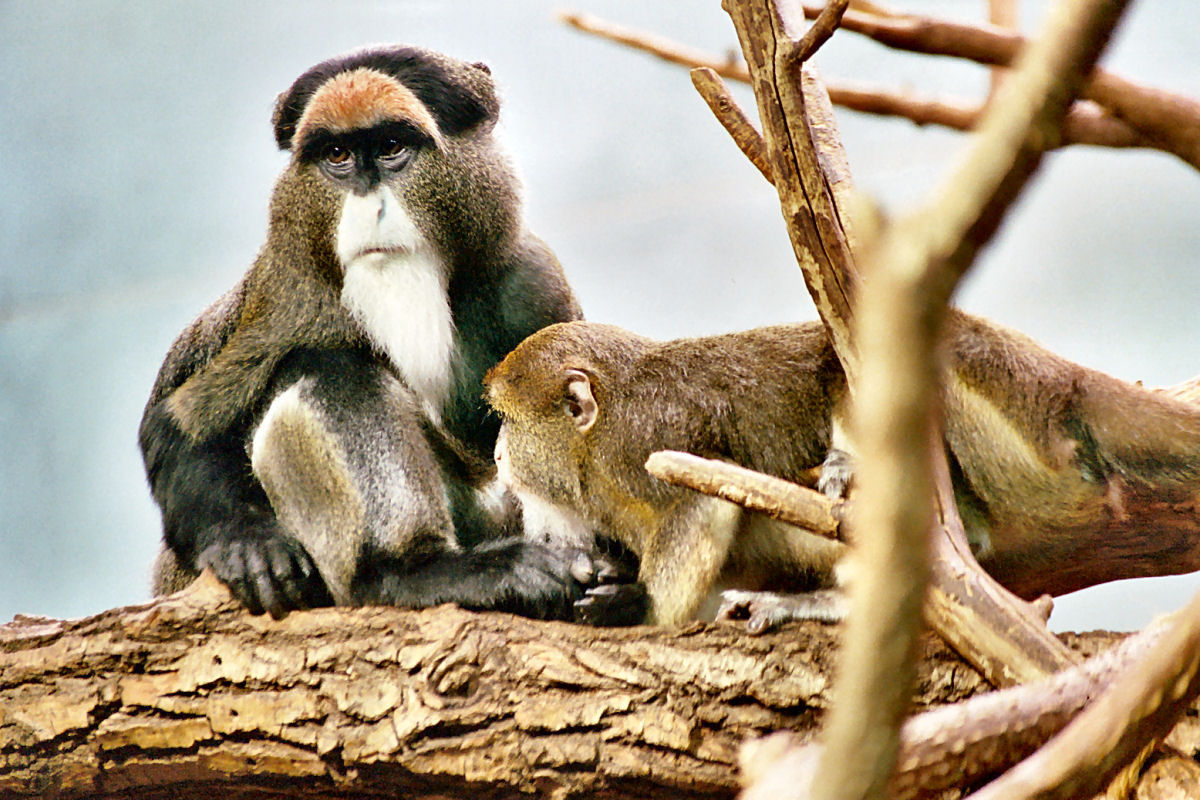
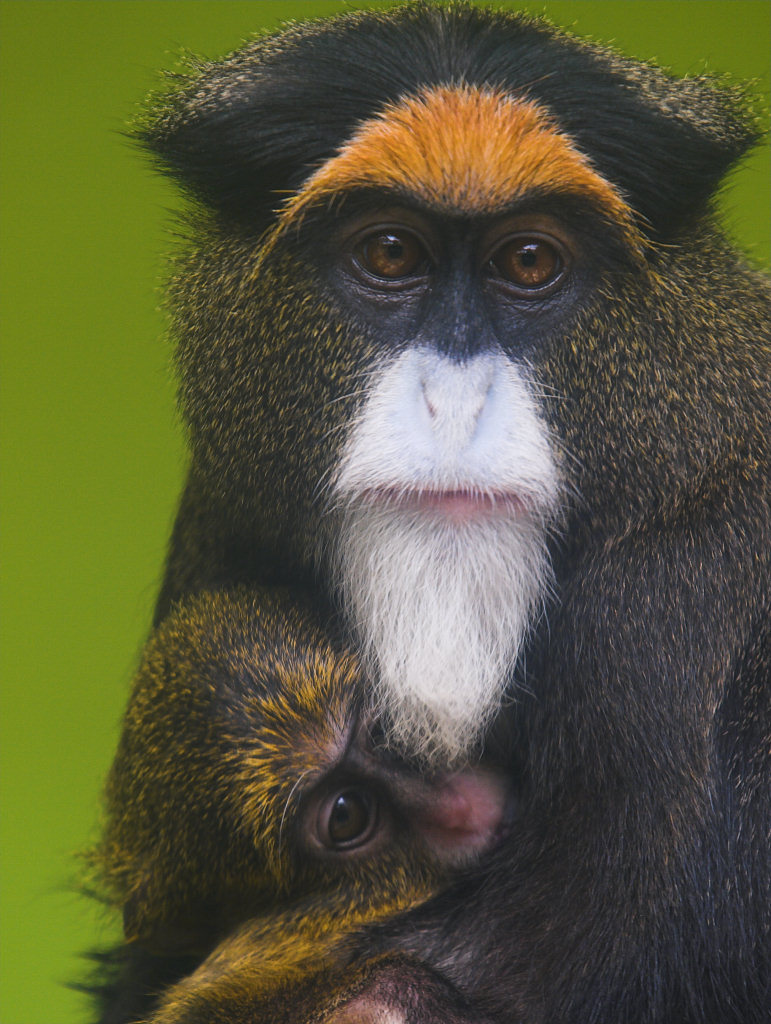
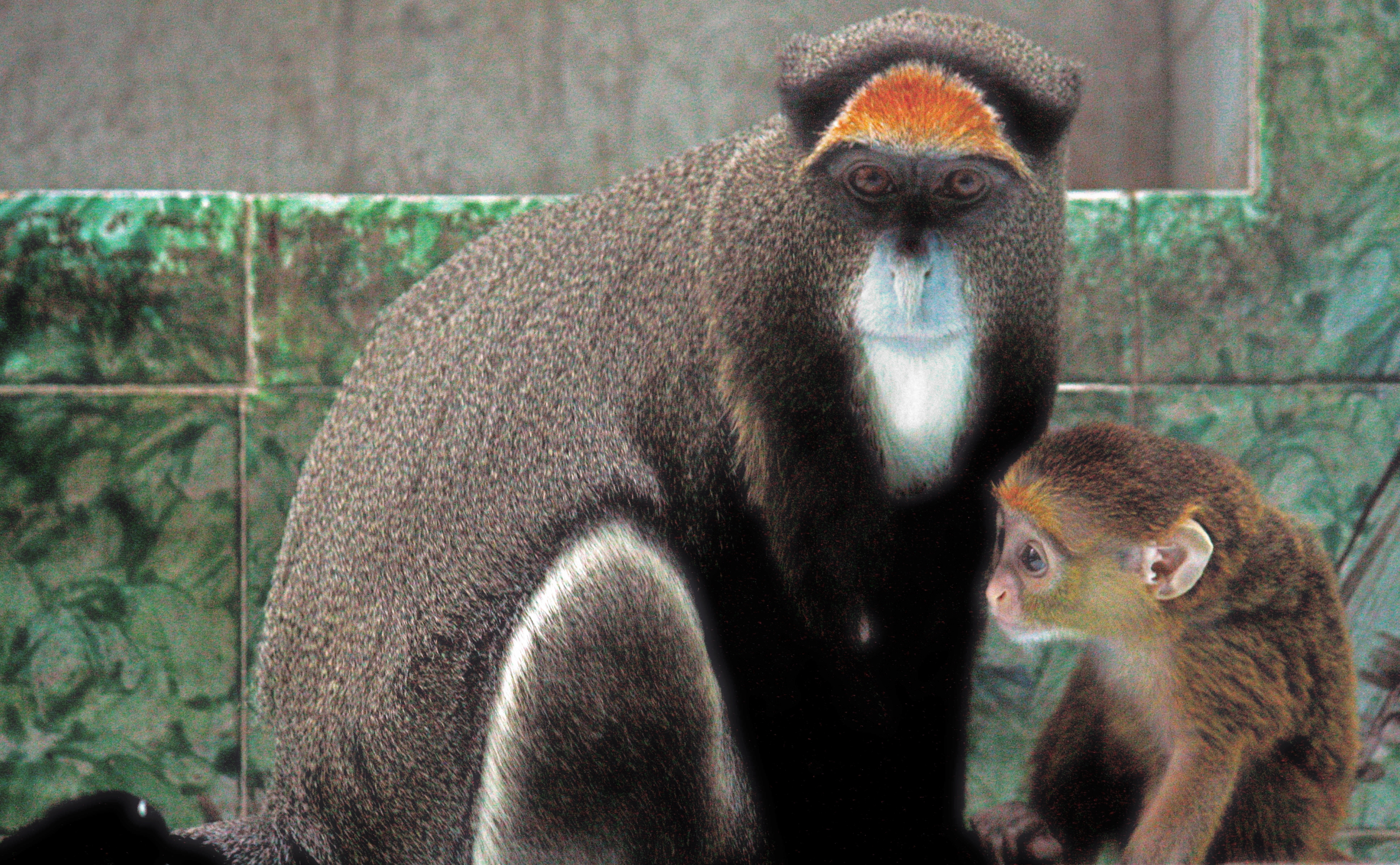